# U3
U3 es la compañía responsable de la creación y desarrollo del software propietario U3. Es un conjunto de herramientas de software que permiten la ejecución automática de aplicaciones desde una memoria USB.
Los dispositivos de memoria USB que poseen la funcionalidad U3, son denominados USB smart drive. Estos dispositivos difieren de las memorias USB convencionales dado que poseen preinstalado el software U3 Launchpad, que brinda la posibilidad de interacción con las funcionalidades de la tecnología U3 mediante una interfaz gráfica similar a la del Menú Inicio de Microsoft Windows.
Los USB smart drive sólo son compatibles con las versiones más nuevas del sistema operativo Windows (7, Vista y  XP). Poseen un formato especial, por lo que son reconocidos por este sistema operativo como dos unidades de disco, una es una unidad virtual de CD de sólo lectura, desde donde se autoejecuta el U3 Launchpad; mientras que la otra es una unidad de disco flash standard (FAT), que posee un directorio oculto con las aplicaciones instaladas.
La tecnología U3 fue suspendida; de hecho, el sitio u3.com ya fue dado de baja. Las empresas que fabrican memorias USB no ofrecen más soporte para la tecnología con U3 desde finales del año 2009.
La tecnología U3 Launchpad fue desarrollada para ejecutar programas portátiles que pueden ser instalados y utilizados desde memoria USB. El uso de esta tecnología está desapareciendo.
SanDisk todavía ofrece enlaces para descargar el U3 Launchpad y aplicaciones.